# Ana Paula Bortoletto Martins
Ana Paula Bortoletto Martins é uma professora universitária, nutricionista e cientista brasileira que estuda políticas públicas de alimentação, sistemas alimentares saudáveis e sustentáveis, determinantes das escolhas alimentares e comportamentos alimentares, intervenções educativas em alimentação e nutrição, além de ser uma ativista pela alimentação adequada e saudável.

## Biografia
Ana Paula Bortoletto Martins é graduada em Nutrição pela USP desde 2005, tendo ingressado no mestrado em Nutrição em Saúde Pública na Faculdade de Saúde Pública desta mesma universidade (FSP/USP), onde veio a obter o grau de mestra ao defender e ter aprovada a sua dissertação "Consumo alimentar durante a gestação: fatores associados e influência sobre a retenção de peso quinze dias pós-parto em mulheres clientes de serviço público de saúde em São Paulo (SP)" em 2009, sob a orientação da professora doutora Maria Helena D'Aquino Benício.
Após atuar como consultora no Ministério do Desenvolvimento Social e Combate à Fome do Governo Federal brasileiro, por meio do PNUD, em 2010, Ana Paula Bortoletto ingressou no doutorado em Nutrição em Saúde Pública na mesma instituição, onde desenvolveu suas pesquisas científicas como bolsista financiada pela FAPESP, cujo trabalho resultou na tese de doutoramento "Impacto do Programa Bolsa Família sobre a aquisição de alimentos de famílias brasileiras de baixa renda", defendida e aprovada em 2013, sob a orientação do professor doutor Carlos Augusto Monteiro.
Em 2014, ela se tornou membro do Global Forum on Food Security and Nutrition (FSN Forum), vinculado à FAO.
Ana Paula B. Martins foi uma ativista que se ocupou das intervenções educativas em alimentação e nutrição e da defesa de políticas que promovam uma alimentação adequada e saudável que forneceu consultoria técnica ao Instituto Brasileiro de Defesa do Consumidor (IDEC) entre os anos de 2016 a 2020.
Entre 2020 a 2023, ela desenvolveu pesquisas de pós-doutoramento junto à Cátedra Josué de Castro vinculada à Faculdade de Saúde Pública da USP.
Em 2023, após aprovação em concurso público, ela se tornou professora efetiva no Departamento de Nutrição da Faculdade de Saúde Pública da USP, onde leciona disciplinas relacionadas aos determinantes das escolhas alimentares e comportamentos alimentares.

## Contribuição para a ciência
Ela adquiriu notoriedade ao se tornar uma das laureadas com o Prêmio Capes de Tese relativo à edição de 2014, em razão das pesquisas que desenvolveu durante o seu doutoramento na USP.

### Segurança alimentar
A premiada tese de doutoramento de Ana Paula Bortoletto Martins envolveu o estudo do programa 
Bolsa Família como um instrumento de políticas públicas que proporcionou uma maior segurança alimentar para significativas parcelas da população brasileira que se encontravam em situação de pobreza.
Segundo a tese de doutorado de Bortoletto Martins, a pesquisa percebeu que, após a transferência de renda gerada pelo Bolsa Família, houve o aumento do gasto total com alimentação, maior disponibilidade de energia proveniente do conjunto de itens alimentares e maior disponibilidade proveniente de alimentos e de ingredientes, principalmente os in natura, como carnes, tubérculos e hortaliças.
Assim, a investigação realizada concluiu que o Bolsa Família possibilitou uma maior autonomia para as famílias mais pobres na montagem de seu cardápio, além de ter auxiliado no desenvolvimento comunitário em níveis local e regional, ao estimular a circulação de dinheiro entre esses beneficiários e os pequenos produtores locais e regionais.
Ela defende que, para garantir uma segurança alimentar no Brasil e, assim, reverter a condição de insegurança alimentar e nutricional causada pela fome, faz-se necessário valorizar a produção e abastecimento do mercado interno com alimentos saudáveis.
Desta forma, ela se mostra crítica às ações de grandes empresas baseadas em doações de produtos ou tecnologias que vão produzir produtos enriquecidos, entendendo que o Brasil por possuir uma biodiversidade privilegiada que a capacita a ser "uma potência de produção de alimentos saudáveis", potencial que não tem sido priorizado e valorizado suficientemente pelos atores governamentais para garantir a segurança alimentar.
Outra crítica de Bortoletto Martins é que o estado brasileiro, pressionado pelo agronegócio, pela indústria química e pela indústria de alimentos processados, vem adotando medidas prejudiciais em termos socioambientais e nutricionais que afetam a segurança alimentar, tais como a permissão de isenção tributária para agrotóxicos e o aumento de benefícios fiscais para a produção de refrigerantes.

### Alimentação Saudável e Sustentável
Ana Paula B. Martins identifica que a rotulagem nutricional traz impactos relevantes nas escolhas alimentares, especialmente no que se refere aos determinantes de uma alimentação saudável ou não.
De acordo com Martins, até o passado recente, a maioria das informações disponíveis nas embalagens de alimentos de consumidores brasileiros somente destacavam as características positivas dos alimentos, ou seja, se ele seria rico em fibras ou vitaminas, a publicidade focava em imagens de frutas, pessoas saudáveis, personagens infantis. Assim, este discurso publicitário produzia um marketing enganoso e abusivo em favor dos ultraprocessados que acabava por ludibriar o consumidor.
A partir do momento em que se passou a ter a imposição de uma rotulagem nutricional no Brasil, Ana Paula entende que os alimentos passaram a possuir uma informação mais qualificada, fornecendo dados para as pessoas sobre o que elas deveriam saber para orientar as suas escolhas quanto ao alimento ser consumido e, assim, poderem estabelecer uma alimentação mais saudável.
Ela é uma das defensoras do Guia Alimentar para a População Brasileira, lançado em 2014 pelo Ministério da Saúde do Brasil, pois ele seria uma referência para o mundo todo na promoção da saúde e para a redução das doenças, servindo como um “caminho para a alimentação saudável”.
Entre as políticas públicas que ela defende para a promoção da alimentação saudável, Ana Paula sustenta que deveriam ser adotados, ou então priorizados, os incentivos econômicos e fiscais, tais como a isenção tributária, para a produção de alimentos saudáveis, especialmente os produzidos pela agricultura familiar, além dos alimentos orgânicos e ecológicos, além de que o poder público deveria oferecê-lo nas escolas.

## Principais obras

### Livros
- CAMPELLO, Tereza; JAIME, P. C. ; MARTINS, Ana Paula Bortoletto; YAMAOKA, Marina. Geografia da fome, 75 anos depois: novos e velhos dilemas. 1. ed. São Paulo: Editora da Faculdade de Saúde Pública da USP, 2023. v. 1. 77p.
- CAMPELLO, T.; MARTINS, Ana P. B. (orgs.). Da fome à fome: diálogos com Josué de Castro. 1. ed. São Paulo: Elefante, 2022. v. 1. 336p.
- MARTINS, A. P. B.; BAIRD, M. F.; OLIVEIRA, C. T. C.; BUENO, E. M. C. Redução de sódio em alimentos: uma análise dos acordos voluntários no Brasil. 1. ed. São Paulo: Instituto Brasileiro de Defesa do Consumidor - Idec, 2014. v. 3. 87p.
- MARTINS, A. P. B.; BAIRD, M. F.; FERRAZ, M. A.; OLIVEIRA, C. T. C.; BUENO, E. M. C. Publicidade de alimentos não saudáveis: os entraves e as perspectivas de regulação no Brasil. 1. ed. São Paulo: Instituto Brasileiro de Defesa do Consumidor - Idec, 2014. v. 3. 147p.